# Navarrenx
Navarrenx ist ein Ort und eine südwestfranzösische Gemeinde mit 1.046 Einwohnern (Stand 1. Januar 2022) im Zentrum des Départements Pyrénées-Atlantiques in der Region Nouvelle-Aquitaine (vor 2016: Aquitanien). Durch den Ort führt der Fernwanderweg GR 65, welcher weitgehend dem historischen Verlauf des französischen Jakobsweges Via Podiensis folgt. Navarrenx ist Mitglied der Vereinigung der schönsten Dörfer Frankreichs.

## Lage und Klima
Der Ort Navarrenx liegt am Fluss Gave d’Oloron im eher flachen Norden der historischen Provinz Béarn in einer Höhe von ca. 125 m. Die Stadt Pau befindet sich gut 40 km (Fahrtstrecke) östlich; die Stadt Orthez liegt gut 22 km nördlich. Das Klima ist gemäßigt; der reichliche Regen (ca. 995 mm/Jahr) fällt übers Jahr verteilt.

## Bevölkerungsentwicklung
| Jahr      | 1800 | 1851 | 1901 | 1954 | 1999 | 2016 |
| --------- | ---- | ---- | ---- | ---- | ---- | ---- |
| Einwohner | 1186 | 1770 | 1288 | 1061 | 1133 | 1044 |

Trotz der Reblauskrise im Weinbau Ende des 19. und der Mechanisierung der Landwirtschaft in der Mitte des 20. Jahrhunderts ist die Einwohnerzahl der Gemeinde annähernd konstant geblieben.

## Wirtschaft
Ein großer Teil der Bevölkerung arbeitet in der Landwirtschaft, in der Vieh- und Pferdezucht, sowie im Tourismus. Bei den landwirtschaftlichen Produkten dominiert der Maisanbau. Die Firma Société 3F – Cigares Navarre stellt als einzige in Frankreich Zigarren mit dem Label Puros her. In der Gemeinde sind 306 Firmen (Stand März 2015) registriert, welche im Durchschnitt zwei Angestellte haben.

## Geschichte
Der Name Navarrenx bezieht sich auf das Königreich Navarra, nahe dessen Grenze sich die Ansiedlung befand. Die erste schriftliche Erwähnung findet der Ort im Jahr 1078 anlässlich einer Vereinbarung zur Beseitigung von Schäden zwischen den Herrschern von Béarn und Soule. Im Jahr 1188 wird eine steinerne Brücke über den Gave d’Oloron gebaut und der Ort erhält das Marktrecht. Die heute noch vorhandene Brücke stammt aus dem 13. Jahrhundert, allerdings ist der damals entstandene Wehrturm über der Brücke nicht mehr vorhanden. Anfang des 14. Jahrhunderts wurde Navarrenx zur Bastide ausgebaut, was noch heute an den schachbrettartigen Straßenverläufen und dem zentralen Platz zu erkennen ist. Im Jahr 1523 wurde die Stadt durch die Truppen Philibert de Chalons eingenommen und die Befestigungsanlagen wurden zerstört.

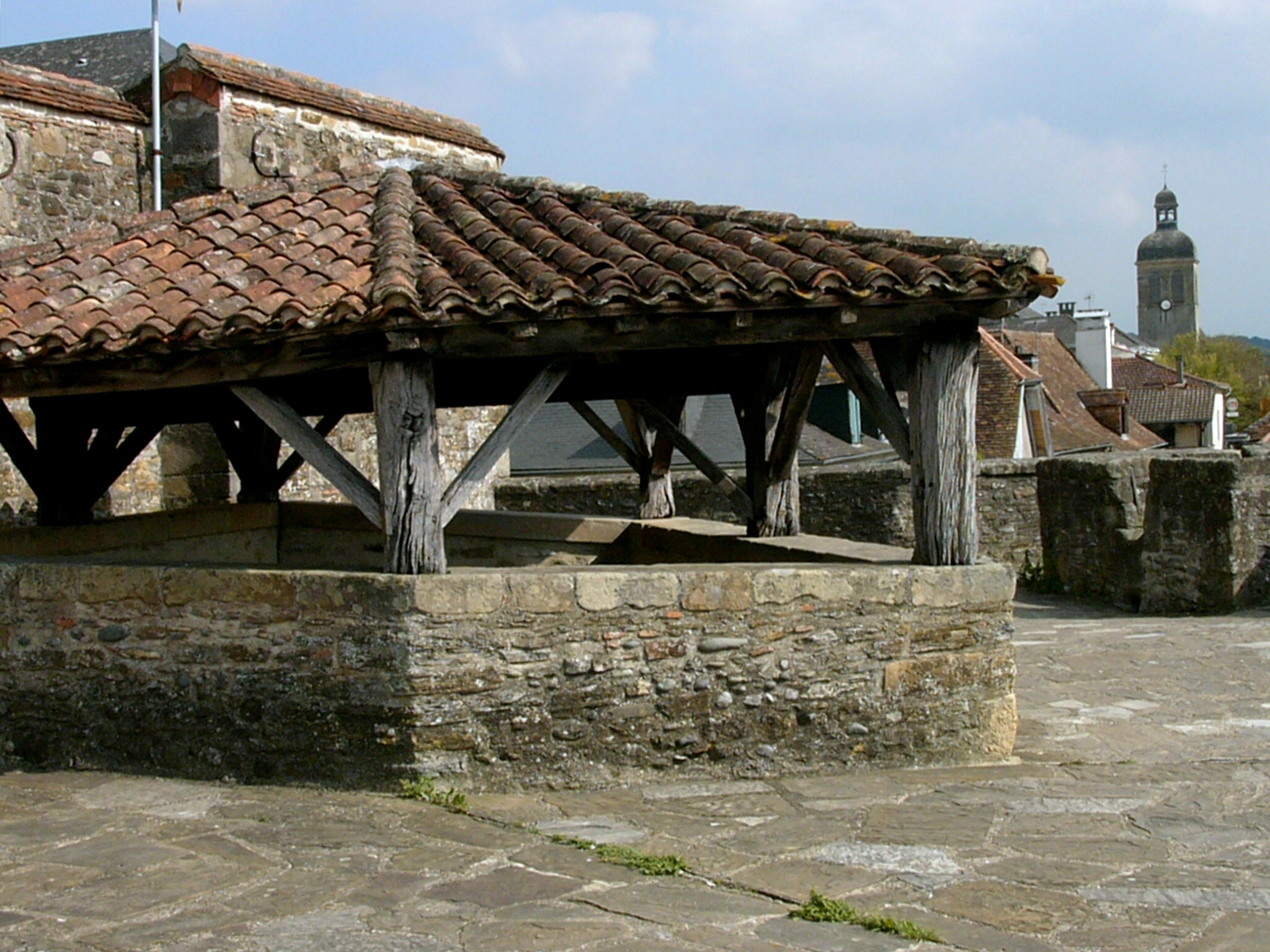
Navarrenx – Festungsbrunnen (puits)

Im 16. Jahrhundert ließ der König von Navarra die Stadt neu gestalten und nach dem Vorbild der toskanischen Stadt Lucca zu einer Zitadelle ausbauen. Diese Mauern sind noch heute erhalten und umschließen den gesamten Stadtkern. In den Monaten März bis Juli 1569 bewies die Zitadelle ihre Wirksamkeit, denn in ihr verteidigten sich die Hugenotten gegen französische Truppen, bis das Entsatzheer des Grafen Montgomery eintraf. Anlässlich der Vereinigung des Königreichs Navarra und des Béarn unter französischer Hoheit besuchte Louis XIII. im Jahr 1620 den Ort. In der Kirche wurde zu diesem Anlass eine römisch-katholische Messe zelebriert. Es ist der gleiche Ort, an dem sich die Großmutter des Königs, Jeanne d’Albret, am Ostersonntag 1563 öffentlich zum Calvinismus bekannte. Der König nutzte diesen Besuch, um die verbliebenen Schätze der Könige von Navarra an sich zu bringen.
Im Jahr 1814 verteidigen napoleonische Truppen unter General Soult die Zitadelle gegen Truppen von Arthur Wellesley. Im Jahr 1871 wurde die Zitadelle außer Dienst gestellt und die Garnison aufgelöst. Als Aufseher über die Munition in der Festung ist für einen unbekannten Zeitraum Isaac de Portau genannt.

## Jakobsweg (Via Podiensis)
Vor dem Bau der Brücke in Navarrenx konnte die Gave d’Oloron von den Jakobspilgern nur mit dem Boot oder bei günstigem Wasserstand durch eine Furt bei Charre überwunden werden. Lange Zeit gab es in der Nähe der Süd-Kommandantur ein Hospiz zur Betreuung der Pilger. Heute gibt es mehrere Pilgerherbergen im Ort.

## Sehenswürdigkeiten

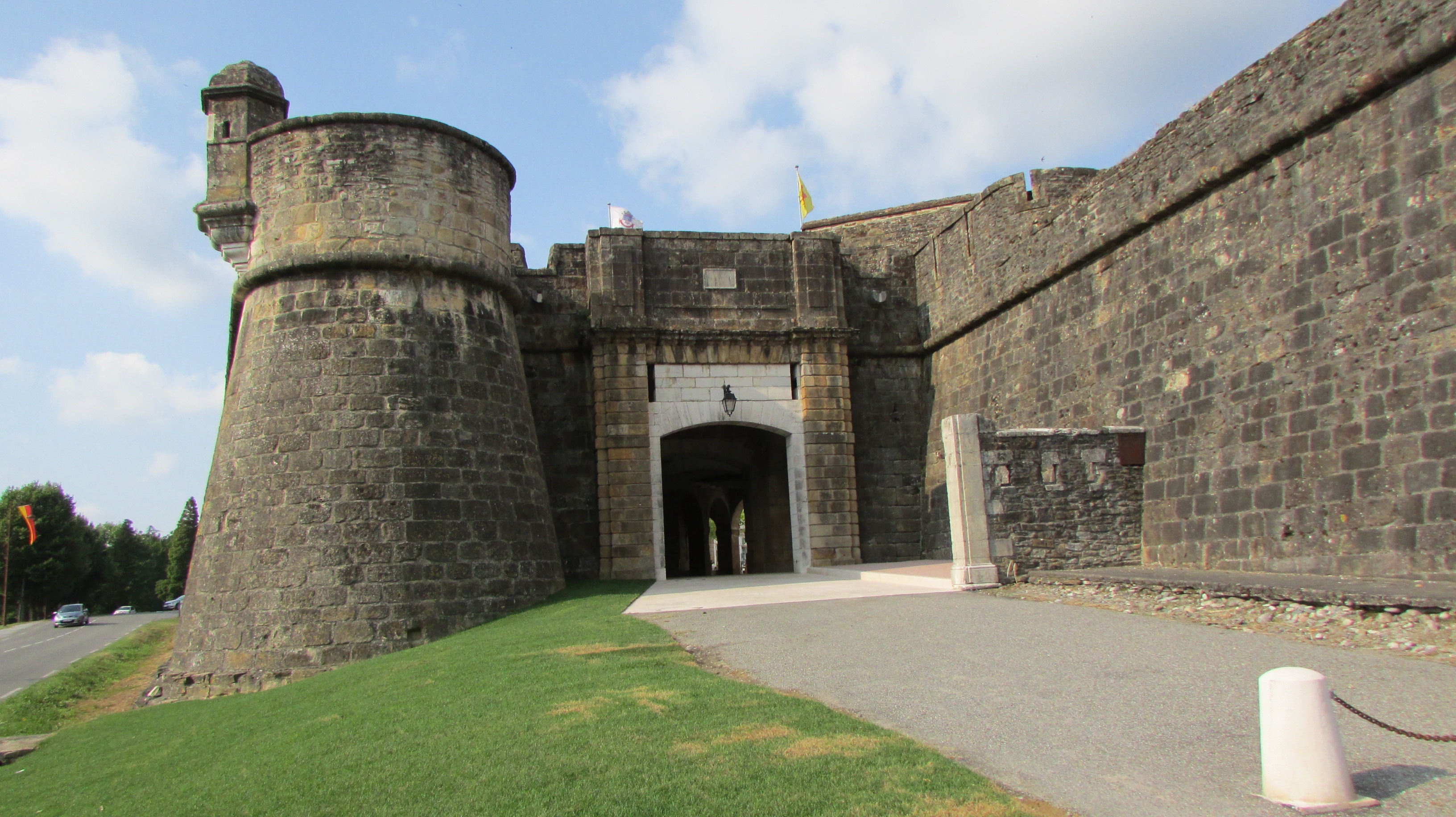
Navarrenx – Porte Saint-Antoine

- Der Ortskern ist noch mit den Festungsmauern (remparts) aus dem 16. Jahrhundert umgeben. Erst im späten 19. Jahrhundert wurde die Festung aufgegeben und die beiden Tore Porte de France und Porte des Mousquetaires wurden abgetragen, um einen freien Zugang zur Stadt zu erhalten. Die Porte Saint Antoine von 1645, Richtung Gave d’Oloron, ist bis heute erhalten.
- Weitere erhaltene Bauwerke der Festung sind der Pulverturm, der Kasernenplatz, der militärische Brunnen, gotische Häuser am Rathausplatz sowie das Arsenal.
- Die Kirche Saint-Germain d’Auxerre ist dem hl. Germanus von Auxerre geweiht und stammt aus dem 16. Jahrhundert. Der Glockenturm (clocher) schließt mit einer – in der Region eher seltenen – Haube mit Laternenaufsatz. Die beiden Seitenschiffe wurden erst im Jahr 1862 hinzugefügt.

## Sonstiges
- In Navarrenx finden jeweils Ende Juli die Weltmeisterschaften im Lachsfischen statt.

## Persönlichkeiten
- Catherine de Bourbon (1559–1604), die jüngere Schwester des französischen Königs Heinrich IV. Aufgrund der Kriegsvorbereitungen des Königreichs Navarra gegen die Katholische Liga musste sich Katharina 1585 nach Navarrenx, dem einzigen befestigten Platz des Fürstentums, begeben.
- Francis Jammes (1868–1938), Schriftsteller. Er war eng mit Navarrenx verbunden, wo seine Mutter herstammte und wo seine Eltern heirateten.
- Henri Lefebvre (1901–1991), marxistischer Soziologe und Philosoph. Er lebte in einem Haus in Navarrenx, das er von seiner Tante geerbt hatte und starb auch hier.
- Mady Mesplé (1931–2020), Sopranistin. Seit einigen Jahren führte sie eine Meisterklasse in Navarrenx und war Ehrenpräsidentin des Verbandes der Association des Pierres Lyriques, dessen Aufgabe die Förderung der Oper im Béarn ist.

## Städtepartnerschaften
- Rheinstetten – Deutschland (Baden-Württemberg) seit 1995
- Sádaba – Spanien (Provinz Saragossa) seit 2003